# Alloclubionoides grandivulvus
Alloclubionoides grandivulvus är en spindelart som först beskrevs av Takeo Yaginuma 1969.  Alloclubionoides grandivulvus ingår i släktet Alloclubionoides och familjen mörkerspindlar. Inga underarter finns listade i Catalogue of Life.